# Critoniopsis
Genre
Synonymes
- genre Turpinia Lex. ex La Llave & Lex.[2]
- section Monosis Eremosis DC.[2]

Critoniopsis est un genre de plantes à fleurs de la famille des Asteraceae.

## Liste d'espèces
Selon Catalogue of Life (1 août 2018) :
- Critoniopsis aristeguietae (Cuatrec.) H. Rob.
- Critoniopsis autumnalis (McVaugh) H. Rob.
- Critoniopsis ayabacensis Sagást. & M.O.Dillon
- Critoniopsis bitriflora (Cuatrec.) H. Rob.
- Critoniopsis bogotana (Cuatrec.) H. Rob.
- Critoniopsis boliviana (Britt.) H. Rob.
- Critoniopsis brachystephana (Cuatrec.) H. Rob.
- Critoniopsis cajamarcensis (H. Rob.) H. Rob.
- Critoniopsis cerulosa Haro-Carr. & H.Rob.
- Critoniopsis choquetangensis H. Rob.
- Critoniopsis cinerea S.Díaz & S.Obando
- Critoniopsis cotopaxensis H. Rob.
- Critoniopsis cuatrecasasii H. Rob.
- Critoniopsis diazii H.Rob.
- Critoniopsis dorrii H. Rob.
- Critoniopsis elbertiana (Cuatrec.) H. Rob.
- Critoniopsis floribunda (Kunth) H. Rob.
- Critoniopsis franciscana (Cuatrec.) H. Rob.
- Critoniopsis glandulata (Cuatrec.) H. Rob.
- Critoniopsis gynoxiifolia H. Rob.
- Critoniopsis harlingii (H. Rob.) H. Rob.
- Critoniopsis huairacajana (Hieron.) H. Rob.
- Critoniopsis huilensis (Cuatrec.) H. Rob.
- Critoniopsis jalcana (Cuatrec.) H. Rob.
- Critoniopsis jaramilloi J. Pruski & H. Rob.
- Critoniopsis jelskii (Hieron.) H. Rob.
- Critoniopsis jubifera (Rusby) H. Rob.
- Critoniopsis killipii (Cuatrec.) H. Rob.
- Critoniopsis lewisii H. Rob.
- Critoniopsis lindenii Sch. Bip.
- Critoniopsis macrofoliata H.Rob.
- Critoniopsis magdalenae (G.M. Barroso) H. Rob.
- Critoniopsis meridensis (V.M. Badillo) V.M. Badillo
- Critoniopsis mucida (Cuatrec.) H. Rob.
- Critoniopsis narinoensis H.Rob. & S.C.Keeley
- Critoniopsis nonoensis (Benoist) H. Robinson
- Critoniopsis oblongifolia A. Sagastegui Alva & M. O. Dillon
- Critoniopsis occidentalis (Cuatrec.) H. Rob.
- Critoniopsis palaciosii H. Rob.
- Critoniopsis pallida (Cuatrec.) H.Robinson
- Critoniopsis paradoxa (Sch. Bip.) V.M. Badillo
- Critoniopsis paucartambensis (M.O. Dillon) H. Rob.
- Critoniopsis pendula (Cuatrec.) H. Rob.
- Critoniopsis persetosa Haro-Carr. & H.Rob.
- Critoniopsis peruviana (Cuatrec.) H. Rob.
- Critoniopsis popayanensis (Cuatrec.) H. Rob.
- Critoniopsis pycnantha (Benth.) H. Rob.
- Critoniopsis quillonensis H. Rob.
- Critoniopsis quinqueflora (Less.) H. Rob.
- Critoniopsis sagasteguii (M.O. Dillon) H. Rob.
- Critoniopsis sodiroi (Hieron.) H. Rob.
- Critoniopsis steinbachii H. Rob.
- Critoniopsis stellata (Spreng.) H. Rob.
- Critoniopsis suaveolens (Kunth) H. Rob.
- Critoniopsis tamana V.M. Badillo
- Critoniopsis tausae H.Rob. & S.C.Keeley
- Critoniopsis tungurahuae (Benoist) H. Rob.
- Critoniopsis turmalensis V.M. Badillo
- Critoniopsis unguiculata (Cuatrec.) H. Rob.
- Critoniopsis uniflosculosa (Cuatrec.) H. Rob.
- Critoniopsis uribei H. Rob.
- Critoniopsis ursicola (Cuatrec.) H. Rob.
- Critoniopsis weberbaueri (Hieron.) H. Rob.
- Critoniopsis woytkowskii (S.B. Jones) H. Rob.
- Critoniopsis yamboyensis (Benoist) H. Rob.
- Critoniopsis yungasensis (Britt.) H. Rob.
- Critoniopsis zamorensis Haro-Carr. & H.Rob.
- Critoniopsis zarucchii H. Rob.

Selon The Plant List (1 août 2018) :
- Critoniopsis aristeguietae (Cuatrec.) H.Rob.
- Critoniopsis ayabacensis Sagást. & M.O.Dillon
- Critoniopsis bitriflora (Cuatrec.) H.Rob.
- Critoniopsis bogotana (Cuatrec.) H.Rob.
- Critoniopsis boliviana (Britton) H.Rob.
- Critoniopsis brachystephana (Cuatrec.) H.Rob.
- Critoniopsis cajamarcensis (H.Rob.) H.Rob.
- Critoniopsis calerana (Cuatrec.) H.Rob.
- Critoniopsis cerulosa X. Haro & H.Rob.
- Critoniopsis choquetangensis H.Rob.
- Critoniopsis cinerea S.Díaz & Obando
- Critoniopsis cotopaxensis H.Rob.
- Critoniopsis cuatrecasasii H.Rob.
- Critoniopsis diazii H.Rob.
- Critoniopsis dorrii H.Rob.
- Critoniopsis duncanii (S.B.Jones) H.Rob.
- Critoniopsis elbertiana (Cuatrec.) H.Rob.
- Critoniopsis floribunda (Kunth) H.Rob.
- Critoniopsis foliosa (Benth.) H.Rob.
- Critoniopsis franciscana (Cuatrec.) H.Rob.
- Critoniopsis glandulata (Cuatrec.) H.Rob.
- Critoniopsis gynoxiifolia H.Rob.
- Critoniopsis harlingii (H.Rob.) H.Rob.
- Critoniopsis huairacajana (Hieron.) H.Rob.
- Critoniopsis huilensis (Cuatrec.) H.Rob.
- Critoniopsis jalcana (Cuatrec.) H.Rob.
- Critoniopsis jaramilloi Pruski & H.Rob.
- Critoniopsis jelskii (Hieron.) H.Rob.
- Critoniopsis jubifera (Rusby) H.Rob.
- Critoniopsis killipii (Cuatrec.) H.Rob.
- Critoniopsis lewisii H.Rob.
- Critoniopsis lindenii Sch.Bip.
- Critoniopsis macphersonii (S.B.Jones & Stutts) H.Rob.
- Critoniopsis macrofoliata H.Rob.
- Critoniopsis macvaughii (S.B.Jones) H.Rob.
- Critoniopsis magdalenae (G.M.Barroso) H.Rob.
- Critoniopsis meridensis (V.M.Badillo) V.M.Badillo
- Critoniopsis mucida (Cuatrec.) H.Rob.
- Critoniopsis nonoensis (Benoist) H.Rob.
- Critoniopsis nubigenus (Benth.) R.M.King & H.Rob.
- Critoniopsis oblongifolia Sagást. & M.O.Dillon
- Critoniopsis occidentalis (Cuatrec.) H.Rob.
- Critoniopsis palaciosii H.Rob.
- Critoniopsis pallida (Cuatrec.) H.Rob.
- Critoniopsis paucartambensis (M.O.Dillon) H.Rob.
- Critoniopsis pendula (Cuatrec.) H.Rob.
- Critoniopsis persetosa Haro-Carr. & H.Rob.
- Critoniopsis peruviana (Cuatrec.) H.Rob.
- Critoniopsis popayanensis (Cuatrec.) H.Rob.
- Critoniopsis pugana (S.B.Jones & Stutts) H.Rob.
- Critoniopsis pycnantha (Benth.) H.Rob.
- Critoniopsis quillonensis H.Rob.
- Critoniopsis quinqueflora (Less.) H.Rob.
- Critoniopsis sagasteguii (M.O.Dillon) H.Rob.
- Critoniopsis salicifolia (DC.) H.Rob.
- Critoniopsis sevillana (Cuatrec.) H.Rob.
- Critoniopsis sodiroi (Hieron. ex Hieron.) H.Rob.
- Critoniopsis standleyi (S.F.Blake) H.Rob.
- Critoniopsis steinbachii H.Rob.
- Critoniopsis stellata (Spreng.) H.Rob.
- Critoniopsis suaveolens (Kunth) H.Rob.
- Critoniopsis tamana V.M.Badillo
- Critoniopsis thomasii H.Rob.
- Critoniopsis tungurahuae (Benoist) H.Rob.
- Critoniopsis turmalensis V.M.Badillo
- Critoniopsis unguiculata (Cuatrec.) H.Rob.
- Critoniopsis uniflosculosa (Cuatrec.) H.Rob.
- Critoniopsis uribei H.Rob.
- Critoniopsis ursicola (Cuatrec.) H.Rob.
- Critoniopsis weberbaueri (Hieron.) H.Rob.
- Critoniopsis woytkowskii (S.B.Jones) H.Rob.
- Critoniopsis yamboyensis (Benoist) H.Rob.
- Critoniopsis yungasensis (Britton) H.Rob.
- Critoniopsis zamorensis Haro-Carr. & H.Rob.
- Critoniopsis zarucchii H.Rob.

Selon Tropicos (1 août 2018) (Attention liste brute contenant possiblement des synonymes) :
- Critoniopsis angusta (Gleason) H. Rob.
- Critoniopsis aristeguietae (Cuatrec.) H. Rob.
- Critoniopsis autumnalis (McVaugh) H. Rob.
- Critoniopsis ayabacensis Sagást. & M.O. Dillon
- Critoniopsis baadii (McVaugh) H. Rob.
- Critoniopsis barbinervis (Sch. Bip.) H. Rob.
- Critoniopsis bitriflora (Cuatrec.) H. Rob.
- Critoniopsis bogotana (Cuatrec.) H. Rob.
- Critoniopsis boliviana (Britton) H. Rob.
- Critoniopsis brachystephana (Cuatrec.) H. Rob.
- Critoniopsis cajamarcensis (H. Rob.) H. Rob.
- Critoniopsis calerana (Cuatrec.) H. Rob.
- Critoniopsis cerulosa X. Haro & H. Rob.
- Critoniopsis choquetangensis H. Rob.
- Critoniopsis cinerea S. Díaz & S. Obando
- Critoniopsis cotopaxensis H. Rob.
- Critoniopsis cuatrecasasii H. Rob.
- Critoniopsis diazii H. Rob.
- Critoniopsis dorrii H. Rob.
- Critoniopsis duncanii (S.B. Jones) H. Rob.
- Critoniopsis elbertiana (Cuatrec.) H. Rob.
- Critoniopsis feddemae (McVaugh) Redonda-Martínez & Villaseñor
- Critoniopsis floribunda (Kunth) H. Rob.
- Critoniopsis foliosa (Benth.) H. Rob.
- Critoniopsis franciscana (Cuatrec.) H. Rob.
- Critoniopsis glandulata (Cuatrec.) H. Rob.
- Critoniopsis gynoxiifolia H. Rob.
- Critoniopsis harlingii (H. Rob.) H. Rob.
- Critoniopsis heydeana (J.M. Coult.) H. Rob.
- Critoniopsis huairacajana (Hieron.) H. Rob.
- Critoniopsis huilensis (Cuatrec.) H. Rob.
- Critoniopsis jalcana (Cuatrec.) H. Rob.
- Critoniopsis jaramilloi Pruski & H. Rob.
- Critoniopsis jelskii (Hieron.) H. Rob.
- Critoniopsis jubifera (Rusby) H. Rob.
- Critoniopsis killipii (Cuatrec.) H. Rob.
- Critoniopsis leiocarpa (DC.) H. Rob.
- Critoniopsis lewisii H. Rob.
- Critoniopsis lindenii Sch. Bip.
- Critoniopsis littoralis (Brandegee) H. Rob.
- Critoniopsis macphersonii (S.B. Jones & Stutts) H. Rob.
- Critoniopsis macrofoliata H. Rob.
- Critoniopsis macvaughii (S.B. Jones) H. Rob.
- Critoniopsis magdalenae (G.M. Barroso) H. Rob.
- Critoniopsis meridensis (V.M. Badillo) V.M. Badillo
- Critoniopsis mucida (Cuatrec.) H. Rob.
- Critoniopsis narinoensis H. Rob. & S.C. Keeley
- Critoniopsis nonoensis (Benoist) H. Rob.
- Critoniopsis oblongifolia Sagást. & M.O. Dillon
- Critoniopsis obtusa (Gleason) H. Rob.
- Critoniopsis occidentalis (Cuatrec.) H. Rob.
- Critoniopsis oolepis (S.F. Blake) H. Rob.
- Critoniopsis ovata (Gleason) H. Rob.
- Critoniopsis palaciosii H. Rob.
- Critoniopsis pallens (Sch. Bip.) H. Rob.
- Critoniopsis pallida (Cuatrec.) H. Rob.
- Critoniopsis paradoxa (Sch. Bip.) V.M. Badillo
- Critoniopsis paucartambensis (M.O. Dillon) H. Rob.
- Critoniopsis pendula (Cuatrec.) H. Rob.
- Critoniopsis persetosa X. Haro & H. Rob.
- Critoniopsis peruviana (Cuatrec.) H. Rob.
- Critoniopsis pichinchensis (Cuatrec.) H. Rob.
- Critoniopsis popayanensis (Cuatrec.) H. Rob.
- Critoniopsis pugana (S.B. Jones & Stutts) H. Rob.
- Critoniopsis pycnantha (Benth.) H. Rob.
- Critoniopsis quillonensis H. Rob.
- Critoniopsis quinqueflora (Less.) H. Rob.
- Critoniopsis sagasteguii (M.O. Dillon) H. Rob.
- Critoniopsis salicifolia (DC.) H. Rob.
- Critoniopsis sevillana (Cuatrec.) H. Rob.
- Critoniopsis shannonii (J.M. Coult.) H. Rob.
- Critoniopsis sodiroi (Hieron.) H. Rob.
- Critoniopsis solorzanoana (Rzed. & Calderón) H. Rob.
- Critoniopsis standleyi (S.F. Blake) H. Rob.
- Critoniopsis steinbachii H. Rob.
- Critoniopsis stellata (Spreng.) H. Rob.
- Critoniopsis suaveolens (Kunth) H. Rob.
- Critoniopsis tamana V.M. Badillo
- Critoniopsis tarchonanthifolia (DC.) H. Rob.
- Critoniopsis tausae H. Rob. & S.C. Keeley
- Critoniopsis tequilana (S.B. Jones & Stutts) H. Rob.
- Critoniopsis thomasii H. Rob.
- Critoniopsis tomentosa (Lex.) H. Rob.
- Critoniopsis triflosculosa (Kunth) H. Rob.
- Critoniopsis tungurahuae (Benoist) H. Rob.
- Critoniopsis turmalensis V.M. Badillo
- Critoniopsis unguiculata (Cuatrec.) H. Rob.
- Critoniopsis uniflora (Sch. Bip.) H. Rob.
- Critoniopsis uniflosculosa (Cuatrec.) H. Rob.
- Critoniopsis uribei H. Rob.
- Critoniopsis ursicola (Cuatrec.) H. Rob.
- Critoniopsis villaregalis (Carvajal) H. Rob.
- Critoniopsis weberbaueri (Hieron.) H. Rob.
- Critoniopsis woytkowskii (S.B. Jones) H. Rob.
- Critoniopsis yamboyensis (Benoist) H. Rob.
- Critoniopsis yungasensis (Britton) H. Rob.
- Critoniopsis zamorensis X. Haro & H. Rob.
- Critoniopsis zarucchii H. Rob.

Selon World Register of Marine Species (1 août 2018) :
- Critoniopsis aristeguietae (Cuatrec.) H.Rob.
- Critoniopsis ayabacensis Sagást. & M.O.Dillon
- Critoniopsis baadii (McVaugh) H.Rob.
- Critoniopsis baadii McVaugh
- Critoniopsis bitriflora (Cuatrec.) H.Rob.
- Critoniopsis bogotana (Cuatrec.) H.Rob.
- Critoniopsis boliviana (Britton) H.Rob.
- Critoniopsis brachystephana (Cuatrec.) H.Rob.
- Critoniopsis cajamarcensis (H.Rob.) H.Rob.
- Critoniopsis calerana (Cuatrec.) H.Rob.
- Critoniopsis cerulosa Haro-Carr. & H.Rob.
- Critoniopsis cerulosa X. Haro & H.Rob.
- Critoniopsis choquetangensis H.Rob.
- Critoniopsis cinerea S.Díaz & Obando
- Critoniopsis cotopaxensis H.Rob.
- Critoniopsis cuatrecasasii H.Rob.
- Critoniopsis diazii H.Rob.
- Critoniopsis dorrii H.Rob.
- Critoniopsis duncanii (S.B.Jones) H.Rob.
- Critoniopsis elbertiana (Cuatrec.) H.Rob.
- Critoniopsis floribunda (Kunth) H.Rob.
- Critoniopsis foliosa (Benth.) H.Rob.
- Critoniopsis foliosa Benth.
- Critoniopsis franciscana (Cuatrec.) H.Rob.
- Critoniopsis glandulata (Cuatrec.) H.Rob.
- Critoniopsis gynoxiifolia H.Rob.
- Critoniopsis harlingii (H.Rob.) H.Rob.
- Critoniopsis huairacajana (Hieron.) H.Rob.
- Critoniopsis huilensis (Cuatrec.) H.Rob.
- Critoniopsis jalcana (Cuatrec.) H.Rob.
- Critoniopsis jaramilloi Pruski & H.Rob.
- Critoniopsis jelskii (Hieron.) H.Rob.
- Critoniopsis jubifera (Rusby) H.Rob.
- Critoniopsis killipii (Cuatrec.) H.Rob.
- Critoniopsis lewisii H.Rob.
- Critoniopsis lindenii Sch.Bip.
- Critoniopsis macphersonii (S.B.Jones & Stutts) H.Rob.
- Critoniopsis macrofoliata H.Rob.
- Critoniopsis macvaughii (S.B.Jones) H.Rob.
- Critoniopsis magdalenae (G.M.Barroso) H.Rob.
- Critoniopsis meridensis (V.M.Badillo) V.M.Badillo
- Critoniopsis mucida (Cuatrec.) H.Rob.
- Critoniopsis nonoensis (Benoist) H.Rob.
- Critoniopsis nubigenus (Benth.) R.M.King & H.Rob.
- Critoniopsis oblongifolia Sagást. & M.O.Dillon
- Critoniopsis obtusa (Gleason) H.Rob.
- Critoniopsis occidentalis (Cuatrec.) H.Rob.
- Critoniopsis palaciosii H.Rob.
- Critoniopsis pallida (Cuatrec.) H.Rob.
- Critoniopsis paucartambensis (M.O.Dillon) H.Rob.
- Critoniopsis pendula (Cuatrec.) H.Rob.
- Critoniopsis persetosa Haro-Carr. & H.Rob.
- Critoniopsis peruviana (Cuatrec.) H.Rob.
- Critoniopsis popayanensis (Cuatrec.) H.Rob.
- Critoniopsis pugana (S.B.Jones & Stutts) H.Rob.
- Critoniopsis pycnantha (Benth.) H.Rob.
- Critoniopsis quillonensis H.Rob.
- Critoniopsis quinqueflora (Less.) H.Rob.
- Critoniopsis sagasteguii (M.O.Dillon) H.Rob.
- Critoniopsis sagasteguii M.O.Dillon
- Critoniopsis salicifolia (DC.) H.Rob.
- Critoniopsis sodiroi (Hieron. ex Hieron.) H.Rob.
- Critoniopsis standleyi (S.F.Blake) H.Rob.
- Critoniopsis steinbachii H.Rob.
- Critoniopsis stellata (Spreng.) H.Rob.
- Critoniopsis suaveolens (Kunth) H.Rob.
- Critoniopsis tamana V.M.Badillo
- Critoniopsis thomasii H.Rob.
- Critoniopsis tungurahuae (Benoist) H.Rob.
- Critoniopsis turmalensis V.M.Badillo
- Critoniopsis unguiculata (Cuatrec.) H.Rob.
- Critoniopsis uniflosculosa (Cuatrec.) H.Rob.
- Critoniopsis uribei H.Rob.
- Critoniopsis ursicola (Cuatrec.) H.Rob.
- Critoniopsis weberbaueri (Hieron.) H.Rob.
- Critoniopsis woytkowskii (S.B.Jones) H.Rob.
- Critoniopsis yamboyensis (Benoist) H.Rob.
- Critoniopsis yungasensis (Britton) H.Rob.
- Critoniopsis zamorensis Haro-Carr. & H.Rob.
- Critoniopsis zarucchii H.Rob.